# Weberocereus panamensis
Weberocereus panamensis  es una especie de planta fanerógama de la familia Cactaceae.

## Distribución
Es endémica de Panamá. Es una especie muy rara en la vida silvestre.

## Descripción
Es una planta  perenne carnosa angulada con tallos armados de espinas,  y con las flores de color blanco.